# Josef Breuer (scacchista)
Josef Johann Breuer (Colonia, 7 gennaio 1903 – Reichshof, 2 agosto 1981) è stato un compositore di scacchi tedesco.
Giocatore a tavolino di buon livello (nel 1933 vinse il campionato della città di Colonia), è però noto come compositore di problemi, soprattutto di matto in tre e più mosse di tipo logico-strategico. Più di 50 sue composizioni sono state pubblicate negli album FIDE.
Ha ricevuto dalla FIDE i titoli di Giudice internazionale per la composizione (1956) e di Maestro internazionale della composizione (1973).
Di professione era un insegnante di scuola media superiore.
Tre sue composizioni:
|   | a | b | c | d | e | f | g | h |   |
| 8 | g8 donna del nero · d5 pedone del nero · e5 alfiere del bianco · d4 cavallo del bianco · e4 pedone del nero · f4 cavallo del bianco · e3 re del nero · b2 pedone del nero · c2 donna del bianco · b1 re del bianco · c1 cavallo del nero | g8 donna del nero · d5 pedone del nero · e5 alfiere del bianco · d4 cavallo del bianco · e4 pedone del nero · f4 cavallo del bianco · e3 re del nero · b2 pedone del nero · c2 donna del bianco · b1 re del bianco · c1 cavallo del nero | g8 donna del nero · d5 pedone del nero · e5 alfiere del bianco · d4 cavallo del bianco · e4 pedone del nero · f4 cavallo del bianco · e3 re del nero · b2 pedone del nero · c2 donna del bianco · b1 re del bianco · c1 cavallo del nero | g8 donna del nero · d5 pedone del nero · e5 alfiere del bianco · d4 cavallo del bianco · e4 pedone del nero · f4 cavallo del bianco · e3 re del nero · b2 pedone del nero · c2 donna del bianco · b1 re del bianco · c1 cavallo del nero | g8 donna del nero · d5 pedone del nero · e5 alfiere del bianco · d4 cavallo del bianco · e4 pedone del nero · f4 cavallo del bianco · e3 re del nero · b2 pedone del nero · c2 donna del bianco · b1 re del bianco · c1 cavallo del nero | g8 donna del nero · d5 pedone del nero · e5 alfiere del bianco · d4 cavallo del bianco · e4 pedone del nero · f4 cavallo del bianco · e3 re del nero · b2 pedone del nero · c2 donna del bianco · b1 re del bianco · c1 cavallo del nero | g8 donna del nero · d5 pedone del nero · e5 alfiere del bianco · d4 cavallo del bianco · e4 pedone del nero · f4 cavallo del bianco · e3 re del nero · b2 pedone del nero · c2 donna del bianco · b1 re del bianco · c1 cavallo del nero | g8 donna del nero · d5 pedone del nero · e5 alfiere del bianco · d4 cavallo del bianco · e4 pedone del nero · f4 cavallo del bianco · e3 re del nero · b2 pedone del nero · c2 donna del bianco · b1 re del bianco · c1 cavallo del nero | 8 |
| 7 | g8 donna del nero · d5 pedone del nero · e5 alfiere del bianco · d4 cavallo del bianco · e4 pedone del nero · f4 cavallo del bianco · e3 re del nero · b2 pedone del nero · c2 donna del bianco · b1 re del bianco · c1 cavallo del nero | g8 donna del nero · d5 pedone del nero · e5 alfiere del bianco · d4 cavallo del bianco · e4 pedone del nero · f4 cavallo del bianco · e3 re del nero · b2 pedone del nero · c2 donna del bianco · b1 re del bianco · c1 cavallo del nero | g8 donna del nero · d5 pedone del nero · e5 alfiere del bianco · d4 cavallo del bianco · e4 pedone del nero · f4 cavallo del bianco · e3 re del nero · b2 pedone del nero · c2 donna del bianco · b1 re del bianco · c1 cavallo del nero | g8 donna del nero · d5 pedone del nero · e5 alfiere del bianco · d4 cavallo del bianco · e4 pedone del nero · f4 cavallo del bianco · e3 re del nero · b2 pedone del nero · c2 donna del bianco · b1 re del bianco · c1 cavallo del nero | g8 donna del nero · d5 pedone del nero · e5 alfiere del bianco · d4 cavallo del bianco · e4 pedone del nero · f4 cavallo del bianco · e3 re del nero · b2 pedone del nero · c2 donna del bianco · b1 re del bianco · c1 cavallo del nero | g8 donna del nero · d5 pedone del nero · e5 alfiere del bianco · d4 cavallo del bianco · e4 pedone del nero · f4 cavallo del bianco · e3 re del nero · b2 pedone del nero · c2 donna del bianco · b1 re del bianco · c1 cavallo del nero | g8 donna del nero · d5 pedone del nero · e5 alfiere del bianco · d4 cavallo del bianco · e4 pedone del nero · f4 cavallo del bianco · e3 re del nero · b2 pedone del nero · c2 donna del bianco · b1 re del bianco · c1 cavallo del nero | g8 donna del nero · d5 pedone del nero · e5 alfiere del bianco · d4 cavallo del bianco · e4 pedone del nero · f4 cavallo del bianco · e3 re del nero · b2 pedone del nero · c2 donna del bianco · b1 re del bianco · c1 cavallo del nero | 7 |
| 6 | g8 donna del nero · d5 pedone del nero · e5 alfiere del bianco · d4 cavallo del bianco · e4 pedone del nero · f4 cavallo del bianco · e3 re del nero · b2 pedone del nero · c2 donna del bianco · b1 re del bianco · c1 cavallo del nero | g8 donna del nero · d5 pedone del nero · e5 alfiere del bianco · d4 cavallo del bianco · e4 pedone del nero · f4 cavallo del bianco · e3 re del nero · b2 pedone del nero · c2 donna del bianco · b1 re del bianco · c1 cavallo del nero | g8 donna del nero · d5 pedone del nero · e5 alfiere del bianco · d4 cavallo del bianco · e4 pedone del nero · f4 cavallo del bianco · e3 re del nero · b2 pedone del nero · c2 donna del bianco · b1 re del bianco · c1 cavallo del nero | g8 donna del nero · d5 pedone del nero · e5 alfiere del bianco · d4 cavallo del bianco · e4 pedone del nero · f4 cavallo del bianco · e3 re del nero · b2 pedone del nero · c2 donna del bianco · b1 re del bianco · c1 cavallo del nero | g8 donna del nero · d5 pedone del nero · e5 alfiere del bianco · d4 cavallo del bianco · e4 pedone del nero · f4 cavallo del bianco · e3 re del nero · b2 pedone del nero · c2 donna del bianco · b1 re del bianco · c1 cavallo del nero | g8 donna del nero · d5 pedone del nero · e5 alfiere del bianco · d4 cavallo del bianco · e4 pedone del nero · f4 cavallo del bianco · e3 re del nero · b2 pedone del nero · c2 donna del bianco · b1 re del bianco · c1 cavallo del nero | g8 donna del nero · d5 pedone del nero · e5 alfiere del bianco · d4 cavallo del bianco · e4 pedone del nero · f4 cavallo del bianco · e3 re del nero · b2 pedone del nero · c2 donna del bianco · b1 re del bianco · c1 cavallo del nero | g8 donna del nero · d5 pedone del nero · e5 alfiere del bianco · d4 cavallo del bianco · e4 pedone del nero · f4 cavallo del bianco · e3 re del nero · b2 pedone del nero · c2 donna del bianco · b1 re del bianco · c1 cavallo del nero | 6 |
| 5 | g8 donna del nero · d5 pedone del nero · e5 alfiere del bianco · d4 cavallo del bianco · e4 pedone del nero · f4 cavallo del bianco · e3 re del nero · b2 pedone del nero · c2 donna del bianco · b1 re del bianco · c1 cavallo del nero | g8 donna del nero · d5 pedone del nero · e5 alfiere del bianco · d4 cavallo del bianco · e4 pedone del nero · f4 cavallo del bianco · e3 re del nero · b2 pedone del nero · c2 donna del bianco · b1 re del bianco · c1 cavallo del nero | g8 donna del nero · d5 pedone del nero · e5 alfiere del bianco · d4 cavallo del bianco · e4 pedone del nero · f4 cavallo del bianco · e3 re del nero · b2 pedone del nero · c2 donna del bianco · b1 re del bianco · c1 cavallo del nero | g8 donna del nero · d5 pedone del nero · e5 alfiere del bianco · d4 cavallo del bianco · e4 pedone del nero · f4 cavallo del bianco · e3 re del nero · b2 pedone del nero · c2 donna del bianco · b1 re del bianco · c1 cavallo del nero | g8 donna del nero · d5 pedone del nero · e5 alfiere del bianco · d4 cavallo del bianco · e4 pedone del nero · f4 cavallo del bianco · e3 re del nero · b2 pedone del nero · c2 donna del bianco · b1 re del bianco · c1 cavallo del nero | g8 donna del nero · d5 pedone del nero · e5 alfiere del bianco · d4 cavallo del bianco · e4 pedone del nero · f4 cavallo del bianco · e3 re del nero · b2 pedone del nero · c2 donna del bianco · b1 re del bianco · c1 cavallo del nero | g8 donna del nero · d5 pedone del nero · e5 alfiere del bianco · d4 cavallo del bianco · e4 pedone del nero · f4 cavallo del bianco · e3 re del nero · b2 pedone del nero · c2 donna del bianco · b1 re del bianco · c1 cavallo del nero | g8 donna del nero · d5 pedone del nero · e5 alfiere del bianco · d4 cavallo del bianco · e4 pedone del nero · f4 cavallo del bianco · e3 re del nero · b2 pedone del nero · c2 donna del bianco · b1 re del bianco · c1 cavallo del nero | 5 |
| 4 | g8 donna del nero · d5 pedone del nero · e5 alfiere del bianco · d4 cavallo del bianco · e4 pedone del nero · f4 cavallo del bianco · e3 re del nero · b2 pedone del nero · c2 donna del bianco · b1 re del bianco · c1 cavallo del nero | g8 donna del nero · d5 pedone del nero · e5 alfiere del bianco · d4 cavallo del bianco · e4 pedone del nero · f4 cavallo del bianco · e3 re del nero · b2 pedone del nero · c2 donna del bianco · b1 re del bianco · c1 cavallo del nero | g8 donna del nero · d5 pedone del nero · e5 alfiere del bianco · d4 cavallo del bianco · e4 pedone del nero · f4 cavallo del bianco · e3 re del nero · b2 pedone del nero · c2 donna del bianco · b1 re del bianco · c1 cavallo del nero | g8 donna del nero · d5 pedone del nero · e5 alfiere del bianco · d4 cavallo del bianco · e4 pedone del nero · f4 cavallo del bianco · e3 re del nero · b2 pedone del nero · c2 donna del bianco · b1 re del bianco · c1 cavallo del nero | g8 donna del nero · d5 pedone del nero · e5 alfiere del bianco · d4 cavallo del bianco · e4 pedone del nero · f4 cavallo del bianco · e3 re del nero · b2 pedone del nero · c2 donna del bianco · b1 re del bianco · c1 cavallo del nero | g8 donna del nero · d5 pedone del nero · e5 alfiere del bianco · d4 cavallo del bianco · e4 pedone del nero · f4 cavallo del bianco · e3 re del nero · b2 pedone del nero · c2 donna del bianco · b1 re del bianco · c1 cavallo del nero | g8 donna del nero · d5 pedone del nero · e5 alfiere del bianco · d4 cavallo del bianco · e4 pedone del nero · f4 cavallo del bianco · e3 re del nero · b2 pedone del nero · c2 donna del bianco · b1 re del bianco · c1 cavallo del nero | g8 donna del nero · d5 pedone del nero · e5 alfiere del bianco · d4 cavallo del bianco · e4 pedone del nero · f4 cavallo del bianco · e3 re del nero · b2 pedone del nero · c2 donna del bianco · b1 re del bianco · c1 cavallo del nero | 4 |
| 3 | g8 donna del nero · d5 pedone del nero · e5 alfiere del bianco · d4 cavallo del bianco · e4 pedone del nero · f4 cavallo del bianco · e3 re del nero · b2 pedone del nero · c2 donna del bianco · b1 re del bianco · c1 cavallo del nero | g8 donna del nero · d5 pedone del nero · e5 alfiere del bianco · d4 cavallo del bianco · e4 pedone del nero · f4 cavallo del bianco · e3 re del nero · b2 pedone del nero · c2 donna del bianco · b1 re del bianco · c1 cavallo del nero | g8 donna del nero · d5 pedone del nero · e5 alfiere del bianco · d4 cavallo del bianco · e4 pedone del nero · f4 cavallo del bianco · e3 re del nero · b2 pedone del nero · c2 donna del bianco · b1 re del bianco · c1 cavallo del nero | g8 donna del nero · d5 pedone del nero · e5 alfiere del bianco · d4 cavallo del bianco · e4 pedone del nero · f4 cavallo del bianco · e3 re del nero · b2 pedone del nero · c2 donna del bianco · b1 re del bianco · c1 cavallo del nero | g8 donna del nero · d5 pedone del nero · e5 alfiere del bianco · d4 cavallo del bianco · e4 pedone del nero · f4 cavallo del bianco · e3 re del nero · b2 pedone del nero · c2 donna del bianco · b1 re del bianco · c1 cavallo del nero | g8 donna del nero · d5 pedone del nero · e5 alfiere del bianco · d4 cavallo del bianco · e4 pedone del nero · f4 cavallo del bianco · e3 re del nero · b2 pedone del nero · c2 donna del bianco · b1 re del bianco · c1 cavallo del nero | g8 donna del nero · d5 pedone del nero · e5 alfiere del bianco · d4 cavallo del bianco · e4 pedone del nero · f4 cavallo del bianco · e3 re del nero · b2 pedone del nero · c2 donna del bianco · b1 re del bianco · c1 cavallo del nero | g8 donna del nero · d5 pedone del nero · e5 alfiere del bianco · d4 cavallo del bianco · e4 pedone del nero · f4 cavallo del bianco · e3 re del nero · b2 pedone del nero · c2 donna del bianco · b1 re del bianco · c1 cavallo del nero | 3 |
| 2 | g8 donna del nero · d5 pedone del nero · e5 alfiere del bianco · d4 cavallo del bianco · e4 pedone del nero · f4 cavallo del bianco · e3 re del nero · b2 pedone del nero · c2 donna del bianco · b1 re del bianco · c1 cavallo del nero | g8 donna del nero · d5 pedone del nero · e5 alfiere del bianco · d4 cavallo del bianco · e4 pedone del nero · f4 cavallo del bianco · e3 re del nero · b2 pedone del nero · c2 donna del bianco · b1 re del bianco · c1 cavallo del nero | g8 donna del nero · d5 pedone del nero · e5 alfiere del bianco · d4 cavallo del bianco · e4 pedone del nero · f4 cavallo del bianco · e3 re del nero · b2 pedone del nero · c2 donna del bianco · b1 re del bianco · c1 cavallo del nero | g8 donna del nero · d5 pedone del nero · e5 alfiere del bianco · d4 cavallo del bianco · e4 pedone del nero · f4 cavallo del bianco · e3 re del nero · b2 pedone del nero · c2 donna del bianco · b1 re del bianco · c1 cavallo del nero | g8 donna del nero · d5 pedone del nero · e5 alfiere del bianco · d4 cavallo del bianco · e4 pedone del nero · f4 cavallo del bianco · e3 re del nero · b2 pedone del nero · c2 donna del bianco · b1 re del bianco · c1 cavallo del nero | g8 donna del nero · d5 pedone del nero · e5 alfiere del bianco · d4 cavallo del bianco · e4 pedone del nero · f4 cavallo del bianco · e3 re del nero · b2 pedone del nero · c2 donna del bianco · b1 re del bianco · c1 cavallo del nero | g8 donna del nero · d5 pedone del nero · e5 alfiere del bianco · d4 cavallo del bianco · e4 pedone del nero · f4 cavallo del bianco · e3 re del nero · b2 pedone del nero · c2 donna del bianco · b1 re del bianco · c1 cavallo del nero | g8 donna del nero · d5 pedone del nero · e5 alfiere del bianco · d4 cavallo del bianco · e4 pedone del nero · f4 cavallo del bianco · e3 re del nero · b2 pedone del nero · c2 donna del bianco · b1 re del bianco · c1 cavallo del nero | 2 |
| 1 | g8 donna del nero · d5 pedone del nero · e5 alfiere del bianco · d4 cavallo del bianco · e4 pedone del nero · f4 cavallo del bianco · e3 re del nero · b2 pedone del nero · c2 donna del bianco · b1 re del bianco · c1 cavallo del nero | g8 donna del nero · d5 pedone del nero · e5 alfiere del bianco · d4 cavallo del bianco · e4 pedone del nero · f4 cavallo del bianco · e3 re del nero · b2 pedone del nero · c2 donna del bianco · b1 re del bianco · c1 cavallo del nero | g8 donna del nero · d5 pedone del nero · e5 alfiere del bianco · d4 cavallo del bianco · e4 pedone del nero · f4 cavallo del bianco · e3 re del nero · b2 pedone del nero · c2 donna del bianco · b1 re del bianco · c1 cavallo del nero | g8 donna del nero · d5 pedone del nero · e5 alfiere del bianco · d4 cavallo del bianco · e4 pedone del nero · f4 cavallo del bianco · e3 re del nero · b2 pedone del nero · c2 donna del bianco · b1 re del bianco · c1 cavallo del nero | g8 donna del nero · d5 pedone del nero · e5 alfiere del bianco · d4 cavallo del bianco · e4 pedone del nero · f4 cavallo del bianco · e3 re del nero · b2 pedone del nero · c2 donna del bianco · b1 re del bianco · c1 cavallo del nero | g8 donna del nero · d5 pedone del nero · e5 alfiere del bianco · d4 cavallo del bianco · e4 pedone del nero · f4 cavallo del bianco · e3 re del nero · b2 pedone del nero · c2 donna del bianco · b1 re del bianco · c1 cavallo del nero | g8 donna del nero · d5 pedone del nero · e5 alfiere del bianco · d4 cavallo del bianco · e4 pedone del nero · f4 cavallo del bianco · e3 re del nero · b2 pedone del nero · c2 donna del bianco · b1 re del bianco · c1 cavallo del nero | g8 donna del nero · d5 pedone del nero · e5 alfiere del bianco · d4 cavallo del bianco · e4 pedone del nero · f4 cavallo del bianco · e3 re del nero · b2 pedone del nero · c2 donna del bianco · b1 re del bianco · c1 cavallo del nero | 1 |
|   | a | b | c | d | e | f | g | h |   |

Soluzione:
1. Dh2!  (min. 2. Cf5+ e 3. Dc2#)
1... De6/f7   2. Cc2+ Rf3  3. Dg2#

1... D ∼  2. Cxd5+ Rd3  3. Dc2#

1... Dg2  2. Dxg2 ...  3. Cc2#

1... Dc8  2. Dg2 Ce2  3. Dxe2#

|   | a | b | c | d | e | f | g | h |   |
| 8 | b8 re del bianco · b7 pedone del nero · f7 pedone del nero · a5 re del nero · b5 cavallo del nero · e5 torre del bianco · d4 donna del bianco · a3 pedone del nero · c3 pedone del nero · f3 torre del bianco · f2 torre del nero · e1 alfiere del nero | b8 re del bianco · b7 pedone del nero · f7 pedone del nero · a5 re del nero · b5 cavallo del nero · e5 torre del bianco · d4 donna del bianco · a3 pedone del nero · c3 pedone del nero · f3 torre del bianco · f2 torre del nero · e1 alfiere del nero | b8 re del bianco · b7 pedone del nero · f7 pedone del nero · a5 re del nero · b5 cavallo del nero · e5 torre del bianco · d4 donna del bianco · a3 pedone del nero · c3 pedone del nero · f3 torre del bianco · f2 torre del nero · e1 alfiere del nero | b8 re del bianco · b7 pedone del nero · f7 pedone del nero · a5 re del nero · b5 cavallo del nero · e5 torre del bianco · d4 donna del bianco · a3 pedone del nero · c3 pedone del nero · f3 torre del bianco · f2 torre del nero · e1 alfiere del nero | b8 re del bianco · b7 pedone del nero · f7 pedone del nero · a5 re del nero · b5 cavallo del nero · e5 torre del bianco · d4 donna del bianco · a3 pedone del nero · c3 pedone del nero · f3 torre del bianco · f2 torre del nero · e1 alfiere del nero | b8 re del bianco · b7 pedone del nero · f7 pedone del nero · a5 re del nero · b5 cavallo del nero · e5 torre del bianco · d4 donna del bianco · a3 pedone del nero · c3 pedone del nero · f3 torre del bianco · f2 torre del nero · e1 alfiere del nero | b8 re del bianco · b7 pedone del nero · f7 pedone del nero · a5 re del nero · b5 cavallo del nero · e5 torre del bianco · d4 donna del bianco · a3 pedone del nero · c3 pedone del nero · f3 torre del bianco · f2 torre del nero · e1 alfiere del nero | b8 re del bianco · b7 pedone del nero · f7 pedone del nero · a5 re del nero · b5 cavallo del nero · e5 torre del bianco · d4 donna del bianco · a3 pedone del nero · c3 pedone del nero · f3 torre del bianco · f2 torre del nero · e1 alfiere del nero | 8 |
| 7 | b8 re del bianco · b7 pedone del nero · f7 pedone del nero · a5 re del nero · b5 cavallo del nero · e5 torre del bianco · d4 donna del bianco · a3 pedone del nero · c3 pedone del nero · f3 torre del bianco · f2 torre del nero · e1 alfiere del nero | b8 re del bianco · b7 pedone del nero · f7 pedone del nero · a5 re del nero · b5 cavallo del nero · e5 torre del bianco · d4 donna del bianco · a3 pedone del nero · c3 pedone del nero · f3 torre del bianco · f2 torre del nero · e1 alfiere del nero | b8 re del bianco · b7 pedone del nero · f7 pedone del nero · a5 re del nero · b5 cavallo del nero · e5 torre del bianco · d4 donna del bianco · a3 pedone del nero · c3 pedone del nero · f3 torre del bianco · f2 torre del nero · e1 alfiere del nero | b8 re del bianco · b7 pedone del nero · f7 pedone del nero · a5 re del nero · b5 cavallo del nero · e5 torre del bianco · d4 donna del bianco · a3 pedone del nero · c3 pedone del nero · f3 torre del bianco · f2 torre del nero · e1 alfiere del nero | b8 re del bianco · b7 pedone del nero · f7 pedone del nero · a5 re del nero · b5 cavallo del nero · e5 torre del bianco · d4 donna del bianco · a3 pedone del nero · c3 pedone del nero · f3 torre del bianco · f2 torre del nero · e1 alfiere del nero | b8 re del bianco · b7 pedone del nero · f7 pedone del nero · a5 re del nero · b5 cavallo del nero · e5 torre del bianco · d4 donna del bianco · a3 pedone del nero · c3 pedone del nero · f3 torre del bianco · f2 torre del nero · e1 alfiere del nero | b8 re del bianco · b7 pedone del nero · f7 pedone del nero · a5 re del nero · b5 cavallo del nero · e5 torre del bianco · d4 donna del bianco · a3 pedone del nero · c3 pedone del nero · f3 torre del bianco · f2 torre del nero · e1 alfiere del nero | b8 re del bianco · b7 pedone del nero · f7 pedone del nero · a5 re del nero · b5 cavallo del nero · e5 torre del bianco · d4 donna del bianco · a3 pedone del nero · c3 pedone del nero · f3 torre del bianco · f2 torre del nero · e1 alfiere del nero | 7 |
| 6 | b8 re del bianco · b7 pedone del nero · f7 pedone del nero · a5 re del nero · b5 cavallo del nero · e5 torre del bianco · d4 donna del bianco · a3 pedone del nero · c3 pedone del nero · f3 torre del bianco · f2 torre del nero · e1 alfiere del nero | b8 re del bianco · b7 pedone del nero · f7 pedone del nero · a5 re del nero · b5 cavallo del nero · e5 torre del bianco · d4 donna del bianco · a3 pedone del nero · c3 pedone del nero · f3 torre del bianco · f2 torre del nero · e1 alfiere del nero | b8 re del bianco · b7 pedone del nero · f7 pedone del nero · a5 re del nero · b5 cavallo del nero · e5 torre del bianco · d4 donna del bianco · a3 pedone del nero · c3 pedone del nero · f3 torre del bianco · f2 torre del nero · e1 alfiere del nero | b8 re del bianco · b7 pedone del nero · f7 pedone del nero · a5 re del nero · b5 cavallo del nero · e5 torre del bianco · d4 donna del bianco · a3 pedone del nero · c3 pedone del nero · f3 torre del bianco · f2 torre del nero · e1 alfiere del nero | b8 re del bianco · b7 pedone del nero · f7 pedone del nero · a5 re del nero · b5 cavallo del nero · e5 torre del bianco · d4 donna del bianco · a3 pedone del nero · c3 pedone del nero · f3 torre del bianco · f2 torre del nero · e1 alfiere del nero | b8 re del bianco · b7 pedone del nero · f7 pedone del nero · a5 re del nero · b5 cavallo del nero · e5 torre del bianco · d4 donna del bianco · a3 pedone del nero · c3 pedone del nero · f3 torre del bianco · f2 torre del nero · e1 alfiere del nero | b8 re del bianco · b7 pedone del nero · f7 pedone del nero · a5 re del nero · b5 cavallo del nero · e5 torre del bianco · d4 donna del bianco · a3 pedone del nero · c3 pedone del nero · f3 torre del bianco · f2 torre del nero · e1 alfiere del nero | b8 re del bianco · b7 pedone del nero · f7 pedone del nero · a5 re del nero · b5 cavallo del nero · e5 torre del bianco · d4 donna del bianco · a3 pedone del nero · c3 pedone del nero · f3 torre del bianco · f2 torre del nero · e1 alfiere del nero | 6 |
| 5 | b8 re del bianco · b7 pedone del nero · f7 pedone del nero · a5 re del nero · b5 cavallo del nero · e5 torre del bianco · d4 donna del bianco · a3 pedone del nero · c3 pedone del nero · f3 torre del bianco · f2 torre del nero · e1 alfiere del nero | b8 re del bianco · b7 pedone del nero · f7 pedone del nero · a5 re del nero · b5 cavallo del nero · e5 torre del bianco · d4 donna del bianco · a3 pedone del nero · c3 pedone del nero · f3 torre del bianco · f2 torre del nero · e1 alfiere del nero | b8 re del bianco · b7 pedone del nero · f7 pedone del nero · a5 re del nero · b5 cavallo del nero · e5 torre del bianco · d4 donna del bianco · a3 pedone del nero · c3 pedone del nero · f3 torre del bianco · f2 torre del nero · e1 alfiere del nero | b8 re del bianco · b7 pedone del nero · f7 pedone del nero · a5 re del nero · b5 cavallo del nero · e5 torre del bianco · d4 donna del bianco · a3 pedone del nero · c3 pedone del nero · f3 torre del bianco · f2 torre del nero · e1 alfiere del nero | b8 re del bianco · b7 pedone del nero · f7 pedone del nero · a5 re del nero · b5 cavallo del nero · e5 torre del bianco · d4 donna del bianco · a3 pedone del nero · c3 pedone del nero · f3 torre del bianco · f2 torre del nero · e1 alfiere del nero | b8 re del bianco · b7 pedone del nero · f7 pedone del nero · a5 re del nero · b5 cavallo del nero · e5 torre del bianco · d4 donna del bianco · a3 pedone del nero · c3 pedone del nero · f3 torre del bianco · f2 torre del nero · e1 alfiere del nero | b8 re del bianco · b7 pedone del nero · f7 pedone del nero · a5 re del nero · b5 cavallo del nero · e5 torre del bianco · d4 donna del bianco · a3 pedone del nero · c3 pedone del nero · f3 torre del bianco · f2 torre del nero · e1 alfiere del nero | b8 re del bianco · b7 pedone del nero · f7 pedone del nero · a5 re del nero · b5 cavallo del nero · e5 torre del bianco · d4 donna del bianco · a3 pedone del nero · c3 pedone del nero · f3 torre del bianco · f2 torre del nero · e1 alfiere del nero | 5 |
| 4 | b8 re del bianco · b7 pedone del nero · f7 pedone del nero · a5 re del nero · b5 cavallo del nero · e5 torre del bianco · d4 donna del bianco · a3 pedone del nero · c3 pedone del nero · f3 torre del bianco · f2 torre del nero · e1 alfiere del nero | b8 re del bianco · b7 pedone del nero · f7 pedone del nero · a5 re del nero · b5 cavallo del nero · e5 torre del bianco · d4 donna del bianco · a3 pedone del nero · c3 pedone del nero · f3 torre del bianco · f2 torre del nero · e1 alfiere del nero | b8 re del bianco · b7 pedone del nero · f7 pedone del nero · a5 re del nero · b5 cavallo del nero · e5 torre del bianco · d4 donna del bianco · a3 pedone del nero · c3 pedone del nero · f3 torre del bianco · f2 torre del nero · e1 alfiere del nero | b8 re del bianco · b7 pedone del nero · f7 pedone del nero · a5 re del nero · b5 cavallo del nero · e5 torre del bianco · d4 donna del bianco · a3 pedone del nero · c3 pedone del nero · f3 torre del bianco · f2 torre del nero · e1 alfiere del nero | b8 re del bianco · b7 pedone del nero · f7 pedone del nero · a5 re del nero · b5 cavallo del nero · e5 torre del bianco · d4 donna del bianco · a3 pedone del nero · c3 pedone del nero · f3 torre del bianco · f2 torre del nero · e1 alfiere del nero | b8 re del bianco · b7 pedone del nero · f7 pedone del nero · a5 re del nero · b5 cavallo del nero · e5 torre del bianco · d4 donna del bianco · a3 pedone del nero · c3 pedone del nero · f3 torre del bianco · f2 torre del nero · e1 alfiere del nero | b8 re del bianco · b7 pedone del nero · f7 pedone del nero · a5 re del nero · b5 cavallo del nero · e5 torre del bianco · d4 donna del bianco · a3 pedone del nero · c3 pedone del nero · f3 torre del bianco · f2 torre del nero · e1 alfiere del nero | b8 re del bianco · b7 pedone del nero · f7 pedone del nero · a5 re del nero · b5 cavallo del nero · e5 torre del bianco · d4 donna del bianco · a3 pedone del nero · c3 pedone del nero · f3 torre del bianco · f2 torre del nero · e1 alfiere del nero | 4 |
| 3 | b8 re del bianco · b7 pedone del nero · f7 pedone del nero · a5 re del nero · b5 cavallo del nero · e5 torre del bianco · d4 donna del bianco · a3 pedone del nero · c3 pedone del nero · f3 torre del bianco · f2 torre del nero · e1 alfiere del nero | b8 re del bianco · b7 pedone del nero · f7 pedone del nero · a5 re del nero · b5 cavallo del nero · e5 torre del bianco · d4 donna del bianco · a3 pedone del nero · c3 pedone del nero · f3 torre del bianco · f2 torre del nero · e1 alfiere del nero | b8 re del bianco · b7 pedone del nero · f7 pedone del nero · a5 re del nero · b5 cavallo del nero · e5 torre del bianco · d4 donna del bianco · a3 pedone del nero · c3 pedone del nero · f3 torre del bianco · f2 torre del nero · e1 alfiere del nero | b8 re del bianco · b7 pedone del nero · f7 pedone del nero · a5 re del nero · b5 cavallo del nero · e5 torre del bianco · d4 donna del bianco · a3 pedone del nero · c3 pedone del nero · f3 torre del bianco · f2 torre del nero · e1 alfiere del nero | b8 re del bianco · b7 pedone del nero · f7 pedone del nero · a5 re del nero · b5 cavallo del nero · e5 torre del bianco · d4 donna del bianco · a3 pedone del nero · c3 pedone del nero · f3 torre del bianco · f2 torre del nero · e1 alfiere del nero | b8 re del bianco · b7 pedone del nero · f7 pedone del nero · a5 re del nero · b5 cavallo del nero · e5 torre del bianco · d4 donna del bianco · a3 pedone del nero · c3 pedone del nero · f3 torre del bianco · f2 torre del nero · e1 alfiere del nero | b8 re del bianco · b7 pedone del nero · f7 pedone del nero · a5 re del nero · b5 cavallo del nero · e5 torre del bianco · d4 donna del bianco · a3 pedone del nero · c3 pedone del nero · f3 torre del bianco · f2 torre del nero · e1 alfiere del nero | b8 re del bianco · b7 pedone del nero · f7 pedone del nero · a5 re del nero · b5 cavallo del nero · e5 torre del bianco · d4 donna del bianco · a3 pedone del nero · c3 pedone del nero · f3 torre del bianco · f2 torre del nero · e1 alfiere del nero | 3 |
| 2 | b8 re del bianco · b7 pedone del nero · f7 pedone del nero · a5 re del nero · b5 cavallo del nero · e5 torre del bianco · d4 donna del bianco · a3 pedone del nero · c3 pedone del nero · f3 torre del bianco · f2 torre del nero · e1 alfiere del nero | b8 re del bianco · b7 pedone del nero · f7 pedone del nero · a5 re del nero · b5 cavallo del nero · e5 torre del bianco · d4 donna del bianco · a3 pedone del nero · c3 pedone del nero · f3 torre del bianco · f2 torre del nero · e1 alfiere del nero | b8 re del bianco · b7 pedone del nero · f7 pedone del nero · a5 re del nero · b5 cavallo del nero · e5 torre del bianco · d4 donna del bianco · a3 pedone del nero · c3 pedone del nero · f3 torre del bianco · f2 torre del nero · e1 alfiere del nero | b8 re del bianco · b7 pedone del nero · f7 pedone del nero · a5 re del nero · b5 cavallo del nero · e5 torre del bianco · d4 donna del bianco · a3 pedone del nero · c3 pedone del nero · f3 torre del bianco · f2 torre del nero · e1 alfiere del nero | b8 re del bianco · b7 pedone del nero · f7 pedone del nero · a5 re del nero · b5 cavallo del nero · e5 torre del bianco · d4 donna del bianco · a3 pedone del nero · c3 pedone del nero · f3 torre del bianco · f2 torre del nero · e1 alfiere del nero | b8 re del bianco · b7 pedone del nero · f7 pedone del nero · a5 re del nero · b5 cavallo del nero · e5 torre del bianco · d4 donna del bianco · a3 pedone del nero · c3 pedone del nero · f3 torre del bianco · f2 torre del nero · e1 alfiere del nero | b8 re del bianco · b7 pedone del nero · f7 pedone del nero · a5 re del nero · b5 cavallo del nero · e5 torre del bianco · d4 donna del bianco · a3 pedone del nero · c3 pedone del nero · f3 torre del bianco · f2 torre del nero · e1 alfiere del nero | b8 re del bianco · b7 pedone del nero · f7 pedone del nero · a5 re del nero · b5 cavallo del nero · e5 torre del bianco · d4 donna del bianco · a3 pedone del nero · c3 pedone del nero · f3 torre del bianco · f2 torre del nero · e1 alfiere del nero | 2 |
| 1 | b8 re del bianco · b7 pedone del nero · f7 pedone del nero · a5 re del nero · b5 cavallo del nero · e5 torre del bianco · d4 donna del bianco · a3 pedone del nero · c3 pedone del nero · f3 torre del bianco · f2 torre del nero · e1 alfiere del nero | b8 re del bianco · b7 pedone del nero · f7 pedone del nero · a5 re del nero · b5 cavallo del nero · e5 torre del bianco · d4 donna del bianco · a3 pedone del nero · c3 pedone del nero · f3 torre del bianco · f2 torre del nero · e1 alfiere del nero | b8 re del bianco · b7 pedone del nero · f7 pedone del nero · a5 re del nero · b5 cavallo del nero · e5 torre del bianco · d4 donna del bianco · a3 pedone del nero · c3 pedone del nero · f3 torre del bianco · f2 torre del nero · e1 alfiere del nero | b8 re del bianco · b7 pedone del nero · f7 pedone del nero · a5 re del nero · b5 cavallo del nero · e5 torre del bianco · d4 donna del bianco · a3 pedone del nero · c3 pedone del nero · f3 torre del bianco · f2 torre del nero · e1 alfiere del nero | b8 re del bianco · b7 pedone del nero · f7 pedone del nero · a5 re del nero · b5 cavallo del nero · e5 torre del bianco · d4 donna del bianco · a3 pedone del nero · c3 pedone del nero · f3 torre del bianco · f2 torre del nero · e1 alfiere del nero | b8 re del bianco · b7 pedone del nero · f7 pedone del nero · a5 re del nero · b5 cavallo del nero · e5 torre del bianco · d4 donna del bianco · a3 pedone del nero · c3 pedone del nero · f3 torre del bianco · f2 torre del nero · e1 alfiere del nero | b8 re del bianco · b7 pedone del nero · f7 pedone del nero · a5 re del nero · b5 cavallo del nero · e5 torre del bianco · d4 donna del bianco · a3 pedone del nero · c3 pedone del nero · f3 torre del bianco · f2 torre del nero · e1 alfiere del nero | b8 re del bianco · b7 pedone del nero · f7 pedone del nero · a5 re del nero · b5 cavallo del nero · e5 torre del bianco · d4 donna del bianco · a3 pedone del nero · c3 pedone del nero · f3 torre del bianco · f2 torre del nero · e1 alfiere del nero | 1 |
|   | a | b | c | d | e | f | g | h |   |

Soluzione:
 1. Tf4!  (min. 2. Da7#)
1... Txf4  2. Dc5 ...  3. Dxb5#

1... Ra6  2. Dc5 Tb2  3. Ta4#

  (2... Cd6  3. Da7/a5#)

|   | a | b | c | d | e | f | g | h |   |
| 8 | b8 donna del bianco · a7 re del bianco · e7 alfiere del bianco · h7 pedone del nero · a6 torre del bianco · d6 cavallo del bianco · f6 pedone del bianco · g6 pedone del nero · b5 pedone del bianco · e5 re del nero · f5 alfiere del bianco · g5 cavallo del nero · b4 cavallo del bianco · h4 torre del nero · c3 pedone del bianco · e3 cavallo del nero · g3 pedone del bianco · c2 alfiere del nero · f2 torre del nero | b8 donna del bianco · a7 re del bianco · e7 alfiere del bianco · h7 pedone del nero · a6 torre del bianco · d6 cavallo del bianco · f6 pedone del bianco · g6 pedone del nero · b5 pedone del bianco · e5 re del nero · f5 alfiere del bianco · g5 cavallo del nero · b4 cavallo del bianco · h4 torre del nero · c3 pedone del bianco · e3 cavallo del nero · g3 pedone del bianco · c2 alfiere del nero · f2 torre del nero | b8 donna del bianco · a7 re del bianco · e7 alfiere del bianco · h7 pedone del nero · a6 torre del bianco · d6 cavallo del bianco · f6 pedone del bianco · g6 pedone del nero · b5 pedone del bianco · e5 re del nero · f5 alfiere del bianco · g5 cavallo del nero · b4 cavallo del bianco · h4 torre del nero · c3 pedone del bianco · e3 cavallo del nero · g3 pedone del bianco · c2 alfiere del nero · f2 torre del nero | b8 donna del bianco · a7 re del bianco · e7 alfiere del bianco · h7 pedone del nero · a6 torre del bianco · d6 cavallo del bianco · f6 pedone del bianco · g6 pedone del nero · b5 pedone del bianco · e5 re del nero · f5 alfiere del bianco · g5 cavallo del nero · b4 cavallo del bianco · h4 torre del nero · c3 pedone del bianco · e3 cavallo del nero · g3 pedone del bianco · c2 alfiere del nero · f2 torre del nero | b8 donna del bianco · a7 re del bianco · e7 alfiere del bianco · h7 pedone del nero · a6 torre del bianco · d6 cavallo del bianco · f6 pedone del bianco · g6 pedone del nero · b5 pedone del bianco · e5 re del nero · f5 alfiere del bianco · g5 cavallo del nero · b4 cavallo del bianco · h4 torre del nero · c3 pedone del bianco · e3 cavallo del nero · g3 pedone del bianco · c2 alfiere del nero · f2 torre del nero | b8 donna del bianco · a7 re del bianco · e7 alfiere del bianco · h7 pedone del nero · a6 torre del bianco · d6 cavallo del bianco · f6 pedone del bianco · g6 pedone del nero · b5 pedone del bianco · e5 re del nero · f5 alfiere del bianco · g5 cavallo del nero · b4 cavallo del bianco · h4 torre del nero · c3 pedone del bianco · e3 cavallo del nero · g3 pedone del bianco · c2 alfiere del nero · f2 torre del nero | b8 donna del bianco · a7 re del bianco · e7 alfiere del bianco · h7 pedone del nero · a6 torre del bianco · d6 cavallo del bianco · f6 pedone del bianco · g6 pedone del nero · b5 pedone del bianco · e5 re del nero · f5 alfiere del bianco · g5 cavallo del nero · b4 cavallo del bianco · h4 torre del nero · c3 pedone del bianco · e3 cavallo del nero · g3 pedone del bianco · c2 alfiere del nero · f2 torre del nero | b8 donna del bianco · a7 re del bianco · e7 alfiere del bianco · h7 pedone del nero · a6 torre del bianco · d6 cavallo del bianco · f6 pedone del bianco · g6 pedone del nero · b5 pedone del bianco · e5 re del nero · f5 alfiere del bianco · g5 cavallo del nero · b4 cavallo del bianco · h4 torre del nero · c3 pedone del bianco · e3 cavallo del nero · g3 pedone del bianco · c2 alfiere del nero · f2 torre del nero | 8 |
| 7 | b8 donna del bianco · a7 re del bianco · e7 alfiere del bianco · h7 pedone del nero · a6 torre del bianco · d6 cavallo del bianco · f6 pedone del bianco · g6 pedone del nero · b5 pedone del bianco · e5 re del nero · f5 alfiere del bianco · g5 cavallo del nero · b4 cavallo del bianco · h4 torre del nero · c3 pedone del bianco · e3 cavallo del nero · g3 pedone del bianco · c2 alfiere del nero · f2 torre del nero | b8 donna del bianco · a7 re del bianco · e7 alfiere del bianco · h7 pedone del nero · a6 torre del bianco · d6 cavallo del bianco · f6 pedone del bianco · g6 pedone del nero · b5 pedone del bianco · e5 re del nero · f5 alfiere del bianco · g5 cavallo del nero · b4 cavallo del bianco · h4 torre del nero · c3 pedone del bianco · e3 cavallo del nero · g3 pedone del bianco · c2 alfiere del nero · f2 torre del nero | b8 donna del bianco · a7 re del bianco · e7 alfiere del bianco · h7 pedone del nero · a6 torre del bianco · d6 cavallo del bianco · f6 pedone del bianco · g6 pedone del nero · b5 pedone del bianco · e5 re del nero · f5 alfiere del bianco · g5 cavallo del nero · b4 cavallo del bianco · h4 torre del nero · c3 pedone del bianco · e3 cavallo del nero · g3 pedone del bianco · c2 alfiere del nero · f2 torre del nero | b8 donna del bianco · a7 re del bianco · e7 alfiere del bianco · h7 pedone del nero · a6 torre del bianco · d6 cavallo del bianco · f6 pedone del bianco · g6 pedone del nero · b5 pedone del bianco · e5 re del nero · f5 alfiere del bianco · g5 cavallo del nero · b4 cavallo del bianco · h4 torre del nero · c3 pedone del bianco · e3 cavallo del nero · g3 pedone del bianco · c2 alfiere del nero · f2 torre del nero | b8 donna del bianco · a7 re del bianco · e7 alfiere del bianco · h7 pedone del nero · a6 torre del bianco · d6 cavallo del bianco · f6 pedone del bianco · g6 pedone del nero · b5 pedone del bianco · e5 re del nero · f5 alfiere del bianco · g5 cavallo del nero · b4 cavallo del bianco · h4 torre del nero · c3 pedone del bianco · e3 cavallo del nero · g3 pedone del bianco · c2 alfiere del nero · f2 torre del nero | b8 donna del bianco · a7 re del bianco · e7 alfiere del bianco · h7 pedone del nero · a6 torre del bianco · d6 cavallo del bianco · f6 pedone del bianco · g6 pedone del nero · b5 pedone del bianco · e5 re del nero · f5 alfiere del bianco · g5 cavallo del nero · b4 cavallo del bianco · h4 torre del nero · c3 pedone del bianco · e3 cavallo del nero · g3 pedone del bianco · c2 alfiere del nero · f2 torre del nero | b8 donna del bianco · a7 re del bianco · e7 alfiere del bianco · h7 pedone del nero · a6 torre del bianco · d6 cavallo del bianco · f6 pedone del bianco · g6 pedone del nero · b5 pedone del bianco · e5 re del nero · f5 alfiere del bianco · g5 cavallo del nero · b4 cavallo del bianco · h4 torre del nero · c3 pedone del bianco · e3 cavallo del nero · g3 pedone del bianco · c2 alfiere del nero · f2 torre del nero | b8 donna del bianco · a7 re del bianco · e7 alfiere del bianco · h7 pedone del nero · a6 torre del bianco · d6 cavallo del bianco · f6 pedone del bianco · g6 pedone del nero · b5 pedone del bianco · e5 re del nero · f5 alfiere del bianco · g5 cavallo del nero · b4 cavallo del bianco · h4 torre del nero · c3 pedone del bianco · e3 cavallo del nero · g3 pedone del bianco · c2 alfiere del nero · f2 torre del nero | 7 |
| 6 | b8 donna del bianco · a7 re del bianco · e7 alfiere del bianco · h7 pedone del nero · a6 torre del bianco · d6 cavallo del bianco · f6 pedone del bianco · g6 pedone del nero · b5 pedone del bianco · e5 re del nero · f5 alfiere del bianco · g5 cavallo del nero · b4 cavallo del bianco · h4 torre del nero · c3 pedone del bianco · e3 cavallo del nero · g3 pedone del bianco · c2 alfiere del nero · f2 torre del nero | b8 donna del bianco · a7 re del bianco · e7 alfiere del bianco · h7 pedone del nero · a6 torre del bianco · d6 cavallo del bianco · f6 pedone del bianco · g6 pedone del nero · b5 pedone del bianco · e5 re del nero · f5 alfiere del bianco · g5 cavallo del nero · b4 cavallo del bianco · h4 torre del nero · c3 pedone del bianco · e3 cavallo del nero · g3 pedone del bianco · c2 alfiere del nero · f2 torre del nero | b8 donna del bianco · a7 re del bianco · e7 alfiere del bianco · h7 pedone del nero · a6 torre del bianco · d6 cavallo del bianco · f6 pedone del bianco · g6 pedone del nero · b5 pedone del bianco · e5 re del nero · f5 alfiere del bianco · g5 cavallo del nero · b4 cavallo del bianco · h4 torre del nero · c3 pedone del bianco · e3 cavallo del nero · g3 pedone del bianco · c2 alfiere del nero · f2 torre del nero | b8 donna del bianco · a7 re del bianco · e7 alfiere del bianco · h7 pedone del nero · a6 torre del bianco · d6 cavallo del bianco · f6 pedone del bianco · g6 pedone del nero · b5 pedone del bianco · e5 re del nero · f5 alfiere del bianco · g5 cavallo del nero · b4 cavallo del bianco · h4 torre del nero · c3 pedone del bianco · e3 cavallo del nero · g3 pedone del bianco · c2 alfiere del nero · f2 torre del nero | b8 donna del bianco · a7 re del bianco · e7 alfiere del bianco · h7 pedone del nero · a6 torre del bianco · d6 cavallo del bianco · f6 pedone del bianco · g6 pedone del nero · b5 pedone del bianco · e5 re del nero · f5 alfiere del bianco · g5 cavallo del nero · b4 cavallo del bianco · h4 torre del nero · c3 pedone del bianco · e3 cavallo del nero · g3 pedone del bianco · c2 alfiere del nero · f2 torre del nero | b8 donna del bianco · a7 re del bianco · e7 alfiere del bianco · h7 pedone del nero · a6 torre del bianco · d6 cavallo del bianco · f6 pedone del bianco · g6 pedone del nero · b5 pedone del bianco · e5 re del nero · f5 alfiere del bianco · g5 cavallo del nero · b4 cavallo del bianco · h4 torre del nero · c3 pedone del bianco · e3 cavallo del nero · g3 pedone del bianco · c2 alfiere del nero · f2 torre del nero | b8 donna del bianco · a7 re del bianco · e7 alfiere del bianco · h7 pedone del nero · a6 torre del bianco · d6 cavallo del bianco · f6 pedone del bianco · g6 pedone del nero · b5 pedone del bianco · e5 re del nero · f5 alfiere del bianco · g5 cavallo del nero · b4 cavallo del bianco · h4 torre del nero · c3 pedone del bianco · e3 cavallo del nero · g3 pedone del bianco · c2 alfiere del nero · f2 torre del nero | b8 donna del bianco · a7 re del bianco · e7 alfiere del bianco · h7 pedone del nero · a6 torre del bianco · d6 cavallo del bianco · f6 pedone del bianco · g6 pedone del nero · b5 pedone del bianco · e5 re del nero · f5 alfiere del bianco · g5 cavallo del nero · b4 cavallo del bianco · h4 torre del nero · c3 pedone del bianco · e3 cavallo del nero · g3 pedone del bianco · c2 alfiere del nero · f2 torre del nero | 6 |
| 5 | b8 donna del bianco · a7 re del bianco · e7 alfiere del bianco · h7 pedone del nero · a6 torre del bianco · d6 cavallo del bianco · f6 pedone del bianco · g6 pedone del nero · b5 pedone del bianco · e5 re del nero · f5 alfiere del bianco · g5 cavallo del nero · b4 cavallo del bianco · h4 torre del nero · c3 pedone del bianco · e3 cavallo del nero · g3 pedone del bianco · c2 alfiere del nero · f2 torre del nero | b8 donna del bianco · a7 re del bianco · e7 alfiere del bianco · h7 pedone del nero · a6 torre del bianco · d6 cavallo del bianco · f6 pedone del bianco · g6 pedone del nero · b5 pedone del bianco · e5 re del nero · f5 alfiere del bianco · g5 cavallo del nero · b4 cavallo del bianco · h4 torre del nero · c3 pedone del bianco · e3 cavallo del nero · g3 pedone del bianco · c2 alfiere del nero · f2 torre del nero | b8 donna del bianco · a7 re del bianco · e7 alfiere del bianco · h7 pedone del nero · a6 torre del bianco · d6 cavallo del bianco · f6 pedone del bianco · g6 pedone del nero · b5 pedone del bianco · e5 re del nero · f5 alfiere del bianco · g5 cavallo del nero · b4 cavallo del bianco · h4 torre del nero · c3 pedone del bianco · e3 cavallo del nero · g3 pedone del bianco · c2 alfiere del nero · f2 torre del nero | b8 donna del bianco · a7 re del bianco · e7 alfiere del bianco · h7 pedone del nero · a6 torre del bianco · d6 cavallo del bianco · f6 pedone del bianco · g6 pedone del nero · b5 pedone del bianco · e5 re del nero · f5 alfiere del bianco · g5 cavallo del nero · b4 cavallo del bianco · h4 torre del nero · c3 pedone del bianco · e3 cavallo del nero · g3 pedone del bianco · c2 alfiere del nero · f2 torre del nero | b8 donna del bianco · a7 re del bianco · e7 alfiere del bianco · h7 pedone del nero · a6 torre del bianco · d6 cavallo del bianco · f6 pedone del bianco · g6 pedone del nero · b5 pedone del bianco · e5 re del nero · f5 alfiere del bianco · g5 cavallo del nero · b4 cavallo del bianco · h4 torre del nero · c3 pedone del bianco · e3 cavallo del nero · g3 pedone del bianco · c2 alfiere del nero · f2 torre del nero | b8 donna del bianco · a7 re del bianco · e7 alfiere del bianco · h7 pedone del nero · a6 torre del bianco · d6 cavallo del bianco · f6 pedone del bianco · g6 pedone del nero · b5 pedone del bianco · e5 re del nero · f5 alfiere del bianco · g5 cavallo del nero · b4 cavallo del bianco · h4 torre del nero · c3 pedone del bianco · e3 cavallo del nero · g3 pedone del bianco · c2 alfiere del nero · f2 torre del nero | b8 donna del bianco · a7 re del bianco · e7 alfiere del bianco · h7 pedone del nero · a6 torre del bianco · d6 cavallo del bianco · f6 pedone del bianco · g6 pedone del nero · b5 pedone del bianco · e5 re del nero · f5 alfiere del bianco · g5 cavallo del nero · b4 cavallo del bianco · h4 torre del nero · c3 pedone del bianco · e3 cavallo del nero · g3 pedone del bianco · c2 alfiere del nero · f2 torre del nero | b8 donna del bianco · a7 re del bianco · e7 alfiere del bianco · h7 pedone del nero · a6 torre del bianco · d6 cavallo del bianco · f6 pedone del bianco · g6 pedone del nero · b5 pedone del bianco · e5 re del nero · f5 alfiere del bianco · g5 cavallo del nero · b4 cavallo del bianco · h4 torre del nero · c3 pedone del bianco · e3 cavallo del nero · g3 pedone del bianco · c2 alfiere del nero · f2 torre del nero | 5 |
| 4 | b8 donna del bianco · a7 re del bianco · e7 alfiere del bianco · h7 pedone del nero · a6 torre del bianco · d6 cavallo del bianco · f6 pedone del bianco · g6 pedone del nero · b5 pedone del bianco · e5 re del nero · f5 alfiere del bianco · g5 cavallo del nero · b4 cavallo del bianco · h4 torre del nero · c3 pedone del bianco · e3 cavallo del nero · g3 pedone del bianco · c2 alfiere del nero · f2 torre del nero | b8 donna del bianco · a7 re del bianco · e7 alfiere del bianco · h7 pedone del nero · a6 torre del bianco · d6 cavallo del bianco · f6 pedone del bianco · g6 pedone del nero · b5 pedone del bianco · e5 re del nero · f5 alfiere del bianco · g5 cavallo del nero · b4 cavallo del bianco · h4 torre del nero · c3 pedone del bianco · e3 cavallo del nero · g3 pedone del bianco · c2 alfiere del nero · f2 torre del nero | b8 donna del bianco · a7 re del bianco · e7 alfiere del bianco · h7 pedone del nero · a6 torre del bianco · d6 cavallo del bianco · f6 pedone del bianco · g6 pedone del nero · b5 pedone del bianco · e5 re del nero · f5 alfiere del bianco · g5 cavallo del nero · b4 cavallo del bianco · h4 torre del nero · c3 pedone del bianco · e3 cavallo del nero · g3 pedone del bianco · c2 alfiere del nero · f2 torre del nero | b8 donna del bianco · a7 re del bianco · e7 alfiere del bianco · h7 pedone del nero · a6 torre del bianco · d6 cavallo del bianco · f6 pedone del bianco · g6 pedone del nero · b5 pedone del bianco · e5 re del nero · f5 alfiere del bianco · g5 cavallo del nero · b4 cavallo del bianco · h4 torre del nero · c3 pedone del bianco · e3 cavallo del nero · g3 pedone del bianco · c2 alfiere del nero · f2 torre del nero | b8 donna del bianco · a7 re del bianco · e7 alfiere del bianco · h7 pedone del nero · a6 torre del bianco · d6 cavallo del bianco · f6 pedone del bianco · g6 pedone del nero · b5 pedone del bianco · e5 re del nero · f5 alfiere del bianco · g5 cavallo del nero · b4 cavallo del bianco · h4 torre del nero · c3 pedone del bianco · e3 cavallo del nero · g3 pedone del bianco · c2 alfiere del nero · f2 torre del nero | b8 donna del bianco · a7 re del bianco · e7 alfiere del bianco · h7 pedone del nero · a6 torre del bianco · d6 cavallo del bianco · f6 pedone del bianco · g6 pedone del nero · b5 pedone del bianco · e5 re del nero · f5 alfiere del bianco · g5 cavallo del nero · b4 cavallo del bianco · h4 torre del nero · c3 pedone del bianco · e3 cavallo del nero · g3 pedone del bianco · c2 alfiere del nero · f2 torre del nero | b8 donna del bianco · a7 re del bianco · e7 alfiere del bianco · h7 pedone del nero · a6 torre del bianco · d6 cavallo del bianco · f6 pedone del bianco · g6 pedone del nero · b5 pedone del bianco · e5 re del nero · f5 alfiere del bianco · g5 cavallo del nero · b4 cavallo del bianco · h4 torre del nero · c3 pedone del bianco · e3 cavallo del nero · g3 pedone del bianco · c2 alfiere del nero · f2 torre del nero | b8 donna del bianco · a7 re del bianco · e7 alfiere del bianco · h7 pedone del nero · a6 torre del bianco · d6 cavallo del bianco · f6 pedone del bianco · g6 pedone del nero · b5 pedone del bianco · e5 re del nero · f5 alfiere del bianco · g5 cavallo del nero · b4 cavallo del bianco · h4 torre del nero · c3 pedone del bianco · e3 cavallo del nero · g3 pedone del bianco · c2 alfiere del nero · f2 torre del nero | 4 |
| 3 | b8 donna del bianco · a7 re del bianco · e7 alfiere del bianco · h7 pedone del nero · a6 torre del bianco · d6 cavallo del bianco · f6 pedone del bianco · g6 pedone del nero · b5 pedone del bianco · e5 re del nero · f5 alfiere del bianco · g5 cavallo del nero · b4 cavallo del bianco · h4 torre del nero · c3 pedone del bianco · e3 cavallo del nero · g3 pedone del bianco · c2 alfiere del nero · f2 torre del nero | b8 donna del bianco · a7 re del bianco · e7 alfiere del bianco · h7 pedone del nero · a6 torre del bianco · d6 cavallo del bianco · f6 pedone del bianco · g6 pedone del nero · b5 pedone del bianco · e5 re del nero · f5 alfiere del bianco · g5 cavallo del nero · b4 cavallo del bianco · h4 torre del nero · c3 pedone del bianco · e3 cavallo del nero · g3 pedone del bianco · c2 alfiere del nero · f2 torre del nero | b8 donna del bianco · a7 re del bianco · e7 alfiere del bianco · h7 pedone del nero · a6 torre del bianco · d6 cavallo del bianco · f6 pedone del bianco · g6 pedone del nero · b5 pedone del bianco · e5 re del nero · f5 alfiere del bianco · g5 cavallo del nero · b4 cavallo del bianco · h4 torre del nero · c3 pedone del bianco · e3 cavallo del nero · g3 pedone del bianco · c2 alfiere del nero · f2 torre del nero | b8 donna del bianco · a7 re del bianco · e7 alfiere del bianco · h7 pedone del nero · a6 torre del bianco · d6 cavallo del bianco · f6 pedone del bianco · g6 pedone del nero · b5 pedone del bianco · e5 re del nero · f5 alfiere del bianco · g5 cavallo del nero · b4 cavallo del bianco · h4 torre del nero · c3 pedone del bianco · e3 cavallo del nero · g3 pedone del bianco · c2 alfiere del nero · f2 torre del nero | b8 donna del bianco · a7 re del bianco · e7 alfiere del bianco · h7 pedone del nero · a6 torre del bianco · d6 cavallo del bianco · f6 pedone del bianco · g6 pedone del nero · b5 pedone del bianco · e5 re del nero · f5 alfiere del bianco · g5 cavallo del nero · b4 cavallo del bianco · h4 torre del nero · c3 pedone del bianco · e3 cavallo del nero · g3 pedone del bianco · c2 alfiere del nero · f2 torre del nero | b8 donna del bianco · a7 re del bianco · e7 alfiere del bianco · h7 pedone del nero · a6 torre del bianco · d6 cavallo del bianco · f6 pedone del bianco · g6 pedone del nero · b5 pedone del bianco · e5 re del nero · f5 alfiere del bianco · g5 cavallo del nero · b4 cavallo del bianco · h4 torre del nero · c3 pedone del bianco · e3 cavallo del nero · g3 pedone del bianco · c2 alfiere del nero · f2 torre del nero | b8 donna del bianco · a7 re del bianco · e7 alfiere del bianco · h7 pedone del nero · a6 torre del bianco · d6 cavallo del bianco · f6 pedone del bianco · g6 pedone del nero · b5 pedone del bianco · e5 re del nero · f5 alfiere del bianco · g5 cavallo del nero · b4 cavallo del bianco · h4 torre del nero · c3 pedone del bianco · e3 cavallo del nero · g3 pedone del bianco · c2 alfiere del nero · f2 torre del nero | b8 donna del bianco · a7 re del bianco · e7 alfiere del bianco · h7 pedone del nero · a6 torre del bianco · d6 cavallo del bianco · f6 pedone del bianco · g6 pedone del nero · b5 pedone del bianco · e5 re del nero · f5 alfiere del bianco · g5 cavallo del nero · b4 cavallo del bianco · h4 torre del nero · c3 pedone del bianco · e3 cavallo del nero · g3 pedone del bianco · c2 alfiere del nero · f2 torre del nero | 3 |
| 2 | b8 donna del bianco · a7 re del bianco · e7 alfiere del bianco · h7 pedone del nero · a6 torre del bianco · d6 cavallo del bianco · f6 pedone del bianco · g6 pedone del nero · b5 pedone del bianco · e5 re del nero · f5 alfiere del bianco · g5 cavallo del nero · b4 cavallo del bianco · h4 torre del nero · c3 pedone del bianco · e3 cavallo del nero · g3 pedone del bianco · c2 alfiere del nero · f2 torre del nero | b8 donna del bianco · a7 re del bianco · e7 alfiere del bianco · h7 pedone del nero · a6 torre del bianco · d6 cavallo del bianco · f6 pedone del bianco · g6 pedone del nero · b5 pedone del bianco · e5 re del nero · f5 alfiere del bianco · g5 cavallo del nero · b4 cavallo del bianco · h4 torre del nero · c3 pedone del bianco · e3 cavallo del nero · g3 pedone del bianco · c2 alfiere del nero · f2 torre del nero | b8 donna del bianco · a7 re del bianco · e7 alfiere del bianco · h7 pedone del nero · a6 torre del bianco · d6 cavallo del bianco · f6 pedone del bianco · g6 pedone del nero · b5 pedone del bianco · e5 re del nero · f5 alfiere del bianco · g5 cavallo del nero · b4 cavallo del bianco · h4 torre del nero · c3 pedone del bianco · e3 cavallo del nero · g3 pedone del bianco · c2 alfiere del nero · f2 torre del nero | b8 donna del bianco · a7 re del bianco · e7 alfiere del bianco · h7 pedone del nero · a6 torre del bianco · d6 cavallo del bianco · f6 pedone del bianco · g6 pedone del nero · b5 pedone del bianco · e5 re del nero · f5 alfiere del bianco · g5 cavallo del nero · b4 cavallo del bianco · h4 torre del nero · c3 pedone del bianco · e3 cavallo del nero · g3 pedone del bianco · c2 alfiere del nero · f2 torre del nero | b8 donna del bianco · a7 re del bianco · e7 alfiere del bianco · h7 pedone del nero · a6 torre del bianco · d6 cavallo del bianco · f6 pedone del bianco · g6 pedone del nero · b5 pedone del bianco · e5 re del nero · f5 alfiere del bianco · g5 cavallo del nero · b4 cavallo del bianco · h4 torre del nero · c3 pedone del bianco · e3 cavallo del nero · g3 pedone del bianco · c2 alfiere del nero · f2 torre del nero | b8 donna del bianco · a7 re del bianco · e7 alfiere del bianco · h7 pedone del nero · a6 torre del bianco · d6 cavallo del bianco · f6 pedone del bianco · g6 pedone del nero · b5 pedone del bianco · e5 re del nero · f5 alfiere del bianco · g5 cavallo del nero · b4 cavallo del bianco · h4 torre del nero · c3 pedone del bianco · e3 cavallo del nero · g3 pedone del bianco · c2 alfiere del nero · f2 torre del nero | b8 donna del bianco · a7 re del bianco · e7 alfiere del bianco · h7 pedone del nero · a6 torre del bianco · d6 cavallo del bianco · f6 pedone del bianco · g6 pedone del nero · b5 pedone del bianco · e5 re del nero · f5 alfiere del bianco · g5 cavallo del nero · b4 cavallo del bianco · h4 torre del nero · c3 pedone del bianco · e3 cavallo del nero · g3 pedone del bianco · c2 alfiere del nero · f2 torre del nero | b8 donna del bianco · a7 re del bianco · e7 alfiere del bianco · h7 pedone del nero · a6 torre del bianco · d6 cavallo del bianco · f6 pedone del bianco · g6 pedone del nero · b5 pedone del bianco · e5 re del nero · f5 alfiere del bianco · g5 cavallo del nero · b4 cavallo del bianco · h4 torre del nero · c3 pedone del bianco · e3 cavallo del nero · g3 pedone del bianco · c2 alfiere del nero · f2 torre del nero | 2 |
| 1 | b8 donna del bianco · a7 re del bianco · e7 alfiere del bianco · h7 pedone del nero · a6 torre del bianco · d6 cavallo del bianco · f6 pedone del bianco · g6 pedone del nero · b5 pedone del bianco · e5 re del nero · f5 alfiere del bianco · g5 cavallo del nero · b4 cavallo del bianco · h4 torre del nero · c3 pedone del bianco · e3 cavallo del nero · g3 pedone del bianco · c2 alfiere del nero · f2 torre del nero | b8 donna del bianco · a7 re del bianco · e7 alfiere del bianco · h7 pedone del nero · a6 torre del bianco · d6 cavallo del bianco · f6 pedone del bianco · g6 pedone del nero · b5 pedone del bianco · e5 re del nero · f5 alfiere del bianco · g5 cavallo del nero · b4 cavallo del bianco · h4 torre del nero · c3 pedone del bianco · e3 cavallo del nero · g3 pedone del bianco · c2 alfiere del nero · f2 torre del nero | b8 donna del bianco · a7 re del bianco · e7 alfiere del bianco · h7 pedone del nero · a6 torre del bianco · d6 cavallo del bianco · f6 pedone del bianco · g6 pedone del nero · b5 pedone del bianco · e5 re del nero · f5 alfiere del bianco · g5 cavallo del nero · b4 cavallo del bianco · h4 torre del nero · c3 pedone del bianco · e3 cavallo del nero · g3 pedone del bianco · c2 alfiere del nero · f2 torre del nero | b8 donna del bianco · a7 re del bianco · e7 alfiere del bianco · h7 pedone del nero · a6 torre del bianco · d6 cavallo del bianco · f6 pedone del bianco · g6 pedone del nero · b5 pedone del bianco · e5 re del nero · f5 alfiere del bianco · g5 cavallo del nero · b4 cavallo del bianco · h4 torre del nero · c3 pedone del bianco · e3 cavallo del nero · g3 pedone del bianco · c2 alfiere del nero · f2 torre del nero | b8 donna del bianco · a7 re del bianco · e7 alfiere del bianco · h7 pedone del nero · a6 torre del bianco · d6 cavallo del bianco · f6 pedone del bianco · g6 pedone del nero · b5 pedone del bianco · e5 re del nero · f5 alfiere del bianco · g5 cavallo del nero · b4 cavallo del bianco · h4 torre del nero · c3 pedone del bianco · e3 cavallo del nero · g3 pedone del bianco · c2 alfiere del nero · f2 torre del nero | b8 donna del bianco · a7 re del bianco · e7 alfiere del bianco · h7 pedone del nero · a6 torre del bianco · d6 cavallo del bianco · f6 pedone del bianco · g6 pedone del nero · b5 pedone del bianco · e5 re del nero · f5 alfiere del bianco · g5 cavallo del nero · b4 cavallo del bianco · h4 torre del nero · c3 pedone del bianco · e3 cavallo del nero · g3 pedone del bianco · c2 alfiere del nero · f2 torre del nero | b8 donna del bianco · a7 re del bianco · e7 alfiere del bianco · h7 pedone del nero · a6 torre del bianco · d6 cavallo del bianco · f6 pedone del bianco · g6 pedone del nero · b5 pedone del bianco · e5 re del nero · f5 alfiere del bianco · g5 cavallo del nero · b4 cavallo del bianco · h4 torre del nero · c3 pedone del bianco · e3 cavallo del nero · g3 pedone del bianco · c2 alfiere del nero · f2 torre del nero | b8 donna del bianco · a7 re del bianco · e7 alfiere del bianco · h7 pedone del nero · a6 torre del bianco · d6 cavallo del bianco · f6 pedone del bianco · g6 pedone del nero · b5 pedone del bianco · e5 re del nero · f5 alfiere del bianco · g5 cavallo del nero · b4 cavallo del bianco · h4 torre del nero · c3 pedone del bianco · e3 cavallo del nero · g3 pedone del bianco · c2 alfiere del nero · f2 torre del nero | 1 |
|   | a | b | c | d | e | f | g | h |   |

Soluzione:
1. Ae4!  (min. 2. Cc6+ Re6 3. Dc8#)
1... Axe4  2. Cc4+ Rf5  3. Cxe3#

1... Txe4  2. Cf7+ Rf5  3. Ch6#

1... Re6  2. Dc8+ Re5  3. Cc6#

  (2... Rf7 3. Ce5#;  2... Rf7 3. Df8#)